# Огорелье (платформа)
Огорелье — остановочная платформа Санкт-Петербургского отделения Октябрьской железной дороги на линии Новолисино — Новгород. Расположена в Новгородском районе Новгородской области, в северной части деревни Огорелье Тёсово-Нетыльского сельского поселения.

## История
Строительство железной дороги между Павловском и Великим Новгородом началось весной 1916 года в рамках проекта линии из Петрограда в Смоленск. На строительство дороги привлекали военнопленных из немецкой и австро-венгерской армий, финансировалось оно в том числе из бюджета Франции. После Октябрьской революции строительство было прекращено, несмотря на высокий уровень готовности. Возобновлены работы были после окончания Гражданской войны. Остановочный пункт Огорелье был сдан в эксплуатацию в 1926 году и назван по расположенной неподалёку деревне.
На 1981 год на платформе производилась продажа билетов на пригородные поезда без выполнения багажных операций. В 1990-х годах в связи с появлением вдоль линии крупных садоводческих массивов и увеличением пассажиропотока было принято решение о электрификации линии Новолисино — Новгород-на-Волхове, но выполнена она не была — опоры были установлены только от Новолисино до Радофинниково.
С 7 ноября 2013 г. до 25 апреля 2014 г. движение пригородных поездов закрыто в связи с реконструкцией участка Радофинниково—Рогавка. Движение поездов из Санкт-Петербурга и Новолисина осуществлялось только до станции Радофинниково.(уточнить источник)

## Описание
Остановочный пункт Огорелье расположен в одноимённой деревне Тёсово-Нетыльского сельского поселения Новгородского района Новгородской области и находится на однопутной линии Павловск — Великий Новгород Октябрьской железной дороги. Остановочный пункт имеет одну низкую боковую платформу, расположенную с восточной стороны пути.
На платформе останавливаются все проходящие через неё пригородные поезда.